# Serta (fiume)
La Serta (in russo Серта?, nell'alto corso Южная Серта, Serta meridionale) è un fiume della Russia siberiana occidentale, affluente di destra della Kija. Scorre nei rajon Tjažinskij, Tisul'skij e Čebulinskij dell'oblast' di Kemerovo. Appartiene al bacino dell'Ob' superiore (sottobacino del Čulym).
Il fiume scorre per metà del suo corso in direzione sud-ovest, poi gira a nord-ovest fino a sfociare nel fiume Kija a 295 km dalla foce. Ha una lunghezza di 122 km. Vicino alla foce si trova il villaggio di Ust'-Serta.